# Caroline Dean
Caroline Dean, DBE, FRS (2 de abril de 1957) é uma botânica britânica, trabalhando no John Innes Centre sobre o controle molecular do tempo de floração em plantas.

## Educação
Dean estudou na Universidade de Iorque, onde obteve um bacharelado em biologia em 1978 e um DPhil em 1982. Foi apontada como Dame Commander of the Order of the British Empire (DBE) em 2016.

## Pesquisa e carreira
A pesquisa de Dean foi financiada pelo Conselho de Pesquisa em Biotecnologia e Ciências Biológicas Conselho Europeu de Pesquisa, EU-Marie Curie e EMBO e se concentra na pesquisa sobre regulação de genes e interseção de cromatina, transcrição e RNAs não codificantes. Seu objetivo é entender a dinâmica da cromatina que permite a alternância entre os estados epigenéticos e a regulação quantitativa da expressão gênica. Esta análise mecanística é focada em um gene que codifica o repressor floral FLC. A comutação epigenética e a regulação quantitativa de FLC desempenham um papel central no calendário sazonal nas plantas. Essa aceleração da floração pelo frio prolongado é um processo epigenético clássico chamado vernalização.
A regulação de FLC envolve um mecanismo de cromatina antisense mediado que coordena coordenadamente a iniciação e o alongamento da transcrição. À medida que as plantas passam o inverno, a expressão de FLC é silenciada epigeneticamente por meio de um mecanismo de comutação Polycomb baseado em cis induzido pelo frio. O grupo está dissecando mecanicamente esses mecanismos de cromatina conservados e investigando como eles foram modulados durante a adaptação.
Ela usa a Arabidopsis como referência para estabelecer a hierarquia regulatória e depois usar essa informação para traduzir para outras espécies. Ela foi pioneira em Arabidopsis, tornando-se um organismo modelo chave na ciência das plantas.

## Publicações selecionadas
- com M. Vaeck, J. Leemans u. a.: Transgenic plants protected from insect attack, Nature, Volume 328, 1987, p. 33–37
- com C. Lister: Recombinant inbred lines for mapping RFLP and phenotypic markers in Arabidopsis thaliana, The Plant Journal, Volume 4, 1993, p. 745–750.
- com V. Sundaresan, R. Martienssen u. a.: Patterns of gene action in plant development revealed by enhancer trap and gene trap transposable elements,  Genes & Development, Volume 9, 1995, p. 1797–1810. PMID 7622040.
- com R. Macknight u. a.: FCA, a gene controlling flowering time in Arabidopsis, encodes a protein containing RNA-binding domains, Cell, Volume 89, 1997, p. 737–745
- com D. W. Meinke, J. M. Cherry, S. D. Rounsley, M. Koornneef: Arabidopsis thaliana: A Model Plant for Genome Analysis, Science, Volume 282, 1998, p. 679–682.
- com M. Bevan u. a.: Analysis of 1.9 Mb of contiguous sequence from chromosome 4 of Arabidopsis thaliana, Nature, Volume 391, 1998, p. 485
- com Y. Y. Levy: The transition to flowering, The Plant Cell, Volume 10, 1998, p. 1973–1989
- com U. Johanson u. a.: Molecular Analysis of FRIGIDA, a Major Determinant of Natural Variation in Arabidopsis Flowering Time, Science, Volume 290, 2000, p. 344–347. PMID 11030654.
- com G. G. Simpson: Arabidopsis, the Rosetta Stone of Flowering Time?, Science, Volume 296, 2002, p. 285–289.
- com R. Bastow u. a.: Vernalization requires epigenetic silencing of FLC by histone methylation,  Nature, Volume 427, 2004, p. 164–167. PMID 14712277.
- com P. K. Boss, R. M. Bastow, J. S. Mylne: Multiple pathways in the decision to flower: enabling, promoting, and resetting, The Plant Cell, Volume 16, Suppl. 1, 2004, S18–S31
- com I. Bäurle: The timing of developmental transitions in plants, Cell, Volume 125, 2006, p. 655–664
- com S. Swiezewski, F. Liu, A. Magusin: Cold-induced silencing by long antisense transcripts of an Arabidopsis Polycomb target, Nature, Volume 462, 2009, p. 799
- com S. Atwell u. a.: Genome-wide association study of 107 phenotypes in Arabidopsis thaliana inbred lines, Nature, Volume 465, 2010, p. 627